# Calyampudi Radhakrishna Rao
Calyampudi Radhakrishna Rao (C. R. Rao; kannadsky ಕಲ್ಯಂಪುಡಿ ರಾಧಾಕೃಷ್ಣ ರಾವ್; 10. září 1920 Hadagali – 22. srpna 2023 Buffalo) byl indický matematik a statistik působící ve Spojených státech.
Jeho nejznámější objevy se týkají teorie odhadů. Byl spoluautorem Raovy–Blackwellovy věty a Raovy–Cramérovy nerovnosti. Taktéž se zabýval statistickou vícerozměrnou analýzou a diferenciální geometrií.
Svůj první doktorát (Ph.D.) získal v roce 1948 na King's College na Univerzitě v Cambridgi pod vedením Ronalda Fishera. V roce 1965 přidal titul Sc.D. na stejné univerzitě.
Kariéru zakončil jako profesor a později emeritní profesor na Pennsylvania State University.
Česky vyšla roku 1978 jeho kniha Lineární metody statistické indukce a jejich aplikace.
Zemřel 22. srpna 2023 v Buffalu ve věku 102 let.